# Epitaphium
L'Epitaphium è una composizione di Igor' Fëdorovič Stravinskij scritta nel 1959 in memoria del mecenate Max Egon zu Fürstenberg e appartiene al periodo seriale dell'autore.

## Storia
Durante il Festival di Donaueschingen, dedicato alla musica d'avanguardia e patrocinato dalla casata Fürstenberg, Stravinskij era stato l'ospite d'onore per gli anni 1957 e 1958. Il musicista scrisse l'Epitaphium su richiesta degli organizzatori del Festival, quando il principe morì nell'aprile 1959, per commemorarlo. La brevissima composizione fu eseguita in prima assoluta il 17 ottobre di quell'anno, durante il Festival, insieme ad alcune opere di Anton Webern, tra cui il Quartetto op. 22 e i Canti op. 15, e Tombeau per soprano e orchestra da camera di Pierre Boulez.

## Analisi
Epitaphium è una delle più brevi composizioni scritte da Stravinskij, dura infatti circa un minuto ed è composta da sette battute. Inizialmente il musicista aveva pensato a un duetto fra due flauti, ma quando seppe che il brano sarebbe stato eseguito insieme ai Fünf geistliche Lieder di Webern, scritti per flauto e clarinetto (oltre che per tromba, arpa e violino), modificò la partitura realizzandone una per flauto, clarinetto e arpa. Certamente il brano si accosta più alla composizione di Webern che non alla musica di Henry Purcell, benché Stravinskij stesso abbia asserito di vedere nella sua opera una specie di inno sull'esempio della Musica per il funerale della regina Maria del compositore inglese.
Stravinskij scrisse prima un contrappunto fra i due strumenti a fiato, aggiungendo quindi l'arpa come contraltare basso per ottenere dalle note più profonde di questo strumento un effetto attutito e funebre; il risultato è una musica sconcertante e quasi spettrale, in cui la cupezza e la tristezza vengono smorzate dall'utilizzo dei timbri dolci degli strumenti.